# Paraître ou ne pas être
Albums de Maxime Le Forestier
Olympia 2014
(2014) On a fini par trouver une date
(2022)
Singles
1. La Veille Dame
Sortie : avril 2017
2. Les Filles amoureuses
Sortie : mars 2019

Paraître ou ne pas être est le 16e album studio de Maxime Le Forestier sorti le 7 juin 2019. 
Un premier extrait, La Vieille Dame, paru en avril 2017, peu de temps avant l'élection présidentielle compare la France à une vieille dame qui ne « veut plus changer les choses », qui « a peur / peur de l'étranger, de l'étrange / peur de tout c'qui la dérange / peur des temps nouveaux / peur qu'un voyou la déleste / des trois bijoux qu'il lui reste ».
Paru en mars 2019, le deuxième extrait, Les Filles amoureuses, a été composé par son fils, Arthur Le Forestier.

## Titres
L'album comprend dix chansons :
| No  | Titre                                          | Paroles                               | Musique             | Durée |
| --- | ---------------------------------------------- | ------------------------------------- | ------------------- | ----- |
| 1.  | Date limite                                    | Maxime Le Forestier - Bruno Guglielmi | Maxime Le Forestier | 2:25  |
| 2.  | Ça déborde                                     | Maxime Le Forestier                   | Maxime Le Forestier | 3:42  |
| 3.  | Les Filles amoureuses                          | Maxime Le Forestier                   | Arthur Le Forestier | 2:45  |
| 4.  | Avec une guitare                               | Maxime Le Forestier                   | Manu Galvin         | 3:30  |
| 5.  | Paraître                                       | Maxime Le Forestier                   | Baptiste Trotignon  | 2:49  |
| 6.  | Dernier soleil                                 | Maxime Le Forestier                   | Julien Clerc        | 2:30  |
| 7.  | Les Ronds dans l'air                           | Maxime Le Forestier                   | Manu Galvin         | 4:03  |
| 8.  | Le Grand Connard                               | Maxime Le Forestier                   | Maxime Le Forestier | 2:31  |
| 9.  | La Vieille Dame                                | Maxime Le Forestier                   | Maxime Le Forestier | 2:59  |
| 10. | Mon ruisseau (en duo avec Arthur Le Forestier) | Philippe Lafontaine                   | Philippe Lafontaine | 2:45  |

### Titres bonus réédition novembre 2019
| No  | Titre | Paroles             | Musique             | Durée |
| --- | --- | ------------------- | ------------------- | ----- |
| 11. | Né quelque part (Répétitions tournée 2019/2020)                                                               | Maxime Le Forestier | Jean-Pierre Sabard  | 3:46  |
| 12. | Caricature (Répétitions tournée 2019/2020)                                                                    | Maxime Le Forestier | Patrice Caratini    | 3:34  |
| 13. | Passer ma route (Répétitions tournée 2019/2020)                                                               | Maxime Le Forestier | Jean-Pierre Sabard  | 4:44  |
| 14. | Fontenay-aux-Roses / Éducation sentimentale (Répétitions tournée 2019/2020) (en duo avec Arthur Le Forestier) | Jean-Pierre Kernoa  | Maxime Le Forestier | 2:37  |

## Classements
| Classement (2019)            | Meilleure place |
| ---------------------------- | --------------- |
| France (SNEP)                | 7               |
| Suisse (Schweizer Hitparade) | 26              |
| Belgique (Wallonie Ultratop) | 13              |